# Новые Бирюли
Новые Бирюли — деревня в Высокогорском районе Татарстана. Входит в состав Чепчуговского сельского поселения.

## География
Находится в северо-западной части Татарстана на расстоянии приблизительно 12 км на северо-восток по прямой от районного центра поселка Высокая Гора у автомобильной дороги Казань-Пермь.

## История
Основано в 1840 году помещиком И. В. Доленго-Грабовским, переселившим сюда крестьян из села Бирюли (ныне деревня Старые Бирюли). Упоминалась также как Ильинка.

## Население
Постоянных жителей было: в 1859 году — 145, в 1897—120, в 1908—140, в 1920—154, в 1938—187, в 1949—146, в 1958—110, в 1970 — 40, в 1989 — 29, 28 в 2002 году (русские 79 %), 43 в 2010.